# Santi Villa
Santiago Villa Castro, conocido como Santi Villa, (Linares (Jaén), 5 de agosto de 1982) es un futbolista español que juega como extremo izquierdo. Su actual club es la SP Villafranca de la 3a RFEF Extremeña

## Trayectoria
Santi Villa hizo su debut de alto nivel con la Real Balompédica Linense en 2001. 
En julio de 2012 Santi Villa firmó por el Real Jaén, equipo con el que acabaría consiguiendo el ascenso a Segunda División A.
El 18 de agosto de 2013, a sus 31 años, Santi Villa jugó su primer partido como jugador profesional frente a la SD Eibar en el estadio La Victoria, donde el conjunto jiennense cosechó una derrota por 1-2 en la primera jornada.

## Clubes
| Club                               | País   | Año             |
| ---------------------------------- | ------ | --------------- |
| RB Linense                         | España | 2001            |
| Atlético de Madrid "C"             | España | 2001-2002       |
| CD Logroñés                        | España | 2002            |
| ACD San Marcial                    | España | 2002            |
| CD Corralejo                       | España | 2003            |
| CD Calahorra                       | España | 2003            |
| CD Quintanar del Rey               | España | 2004            |
| Granada CF                         | España | 2004-2005       |
| Real Murcia Imperial               | España | 2005-2006       |
| FC Torrevieja                      | España | 2006-2007       |
| Ontinyent CF                       | España | 2007-2008       |
| Orihuela CF                        | España | 2008-2009       |
| Pontevedra CF                      | España | 2009            |
| CF Atlético Ciudad                 | España | 2010            |
| CF Badalona                        | España | 2010-2011       |
| CP Cacereño                        | España | 2011-2012       |
| Real Jaén CF                       | España | 2012-2017       |
| AD Mérida                          | España | 2017-2020       |
| Sociedad Polideportiva Villafranca | España | 2021-Actualidad |

- Datos: Q16222119